# Trybunał inkwizycji w Toledo
Trybunał inkwizycji w Toledo – jeden z najważniejszych trybunałów inkwizycji hiszpańskiej, mający swą siedzibę w Toledo. Istniał w latach 1483–1820 (z przerwą 1808–1814). W ciągu pierwszych dwóch lat istnienia rezydował w Ciudad Real.

## Historia

### Trybunał w Ciudad Real (1483–1485)
Inkwizycja hiszpańska została utworzona w 1480 w celu badania prawowierności hiszpańskich konwertytów z judaizmu, których podejrzewano o potajemne praktykowanie swej dawnej wiary. Pierwsze trybunały utworzono w Sewilli i Kordobie, jednak już w 1483 powstał trybunał inkwizycyjny dla archidiecezji Toledo. Początkowo jego siedziba znajdowała się jednak nie w samym Toledo, lecz w leżącym bardziej na południe Ciudad Real. Nie wiadomo, jakie były przyczyny tego. Prawdopodobnie wybrano Ciudad Real ze względu na dużą społeczność żydowskich konwertytów, a także z uwagi na obawy przed znaczną opozycją wobec inkwizycji w samym Toledo. Inkwizytorzy rozpoczęli działalność od ogłoszenia Edyktu Łaski, w którym wzywano wszystkich do składania zeznań na temat potajemnego wyznawania judaizmu przez konwertytów. Rychło cała miejscowa społeczność chrześcijan żydowskiego pochodzenia znalazła się w kręgu podejrzeń o kryptojudaizm. Kilkudziesięciu spośród nich spalono na stosie, a niemal żadna rodzina nie uniknęła konfiskat lub kar pieniężnych.

### Trybunał w Toledo (1485–1820)
W maju 1485 siedzibę trybunału przeniesiono do Toledo, gdzie wkrótce potem ujawniono domniemany spisek przeciwko inkwizytorom. Udaremnienie rzekomego spisku i ogłoszone następnie Edykty Łaski spowodowały masowe autodenuncjacje żydowskich konwertytów. W latach 1486–1487 ponad 5 tysięcy konwertytów z Toledo i okolic przyznało się do potajemnego wyznawania judaizmu, a kilkudziesięciu, którzy się nie przyznali dobrowolnie, spłonęło na stosach. Kilka następnych lat inkwizytorzy Toledo spędzili głównie na wizytacjach swego okręgu, ich obecność odnotowano m.in. w Madrycie (1490, 1492) i Guadalajarze (1492/93). Większość rodzin konwertyckich w archidiecezji zostało w różnym stopniu poddanych represjom. Zgodnie z rozporządzeniami pary królewskiej Ferdynanda i Izabeli, skazanie przez inkwizycję pociągało za sobą brak możliwości pełnienia szeregu urzędów publicznych. Jednakże skala represji spowodowała, że zarówno para królewska jak i inkwizycja poszły na ustępstwa i w latach 1495–1497 ponad 1600 skazańców uzyskało zwolnienie od wymierzonych im kar i związanych z tym obostrzeń. Aktywność toledańskiej inkwizycji ponownie wzrosła w 1501, w związku z pojawieniem w okolicach miejscowości Herrera młodej dziewczyny żydowskiego pochodzenia, która przypisywała sobie dar prorocki i pociągnęła za sobą wielu zwolenników spośród konwertytów. Zwolennicy tego ruchu traktowani byli z dużą surowością przez inkwizytorów.
Represje wobec konwertytów żydowskiego pochodzenia stanowiły główne zajęcie inkwizycji w Toledo aż do lat 20. XVI wieku, gdy zwróciła swą uwagę w kierunku kontroli prawowierności tzw. „starych chrześcijan” (Kastylijczyków). W latach 30. XVI wieku jej głównym celem byli tzw. alumbrados, czyli grupy mistyków podejrzanych o odstępstwa od ortodoksji. Od połowy stulecia przed trybunałem toledańskim zaczęli pojawiać się także domniemani sympatycy reformacji (przeważnie cudzoziemcy). Po roku 1570 aż do ok. 1610 główną grupę represjonowaną przez trybunał byli moryskowie, masowo deportowani z Grenady po powstaniu 1568 roku. W XVII i na początku XVIII wieku z kolei inkwizytorzy ścigali głównie żydowskich konwertytów pochodzących z Portugalii.
W latach 1559–1565 trybunał otrzymał stałe dochody z kanonii Toledo i Talavera de la Reina, a nieco później z prebend w Avili i Segovii. Zapewniło to trybunałowi względną niezależność finansową.
W XVI i XVII wieku Toledo było najbardziej znaczącym i najbardziej prestiżowym trybunałem w Hiszpanii. W granicach jego okręgu znajdował się Madryt, który w 1561 został stolicą Hiszpanii. W połowie XVI wieku liczbę inkwizytorów zasiadających w nim zwiększono z dwóch do trzech, a pod koniec XVI stulecia zaczęto wyznaczać specjalnego delegata trybunału rezydującego przy dworze królewskim w Madrycie (despacho al Corte). Ów delegat stopniowo uzyskiwał coraz większą autonomię w ramach trybunału toledańskiego i wzrastał liczebnie jego personel pomocniczy. Ostatecznie w latach 50. XVII wieku dokonano wydzielenia sekcji dworskiej trybunału toledańskiego i przekształcenia jej w pełnoprawny trybunał inkwizycyjny z siedzibą w Madrycie. Dość szybko trybunał madrycki zdetronizował Toledo w wewnętrznej hierarchii trybunałów inkwizycyjnych.
Trybunał inkwizycji w Toledo działał do momentu ostatecznego zniesienia inkwizycji hiszpańskiej w 1820 (z przerwą w okresie okupacji napoleońskiej 1808–1814), jednak w ciągu ostatnich stu lat istnienia jego aktywność pozostawała na bardzo niskim poziomie nawet w stosunku do innych hiszpańskich trybunałów.

## Obszar jurysdykcji
Jurysdykcja inkwizytorów Toledo obejmowała początkowo archidiecezję Toledo i egzymowany okręg Calatrava należący do zakonu kalatrawensów. W 1488 położone w tej archidiecezji okręgi Cazorla i Alcaraz zostały jednak przeniesione pod jurysdykcję inkwizycji z Jaen (później Kordoby). Okresowo, między 1506 a 1522, inkwizycji toledańskiej podlegała diecezja Siguenzy, którą później przeniesiono pod władzę trybunału z Cuenci. Na trwałe natomiast przyłączone zostały egzymowany przeorat hieronimicki w Guadalupe (w 1512) oraz okręgi Arenas de San Pedro i Cebreros w diecezji Avili (1528). Ostatnią zmianą było wyodrębnienie w połowie XVII wieku miasta Madryt, w którym utworzono samodzielny trybunał.

## Archiwum i dane statystyczne
Trybunał toledański jest jednym z nielicznych hiszpańskich trybunałów inkwizycyjnych, który ma dobrze zachowane archiwum. Obecnie jest ono przechowywane w Narodowym Archiwum Historycznym w Madrycie. Na podstawie zachowanej dokumentacji procesowej można sporządzić stosunkowo dokładne dane o liczbie przeprowadzonych przez ten trybunał procesów (mimo niekompletności dokumentacji z lat 1483–ok. 1575). 
| Okres            | Liczba udokumentowanych procesów | Szacowana ogólna liczba procesów | Rekoncyliacje w „okresach łaski" | Uwagi dodatkowe           |
| ---------------- | -------------------------------- | -------------------------------- | -------------------------------- | ------------------------- |
| 1483-1485        | 192                              | 240                              | 183                              | Siedziba w Ciudad Real    |
| 1486-1490        | 701                              | 750                              | 5200                             | Siedziba w Toledo od 1485 |
| 1491-1495        | 109                              | 200                              | 0                                |                           |
| 1496-1500        | 51                               | 100                              | 0                                |                           |
| 1501-1505        | 338                              | 400                              | 0                                |                           |
| 1506-1510        | 48                               | 100                              | 0                                |                           |
| 1511-1515        | 132                              | 150                              | 0                                |                           |
| 1516-1520        | 94                               | 150                              | 0                                |                           |
| 1521-1525        | 82                               | 150                              | 0                                |                           |
| 1526-1530        | 128                              | 250                              | 0                                |                           |
| 1531-1535        | 253                              | 550                              | 0                                |                           |
| 1536-1540        | 340                              | 700                              | 0                                |                           |
| 1541-1545        | 275                              | 650                              | 0                                |                           |
| 1546-1550        | 361                              | 850                              | 0                                |                           |
| 1551-1555        | 627                              | 1100                             | 0                                |                           |
| 1556-1560        | 374                              | 675                              | 0                                |                           |
| 1561-1565        | 366                              | 466                              | 0                                |                           |
| 1566-1570        | 362                              | 450                              | 0                                |                           |
| 1571-1575        | 317                              | 370                              | 0                                |                           |
| 1576-1580        | 169                              | 169                              | 0                                |                           |
| 1581-1585        | 200                              | 200                              | 0                                |                           |
| 1586-1590        | 159                              | 159                              | 0                                |                           |
| 1591-1595        | 176                              | 176                              | 0                                |                           |
| 1596-1600        | 147                              | 147                              | 0                                |                           |
| 1601-1605        | 162                              | 162                              | 0                                |                           |
| 1606-1610        | 188                              | 188                              | 0                                |                           |
| 1611-1615        | 122                              | 122                              | 0                                |                           |
| 1616-1620        | 138                              | 138                              | 0                                |                           |
| 1621-1625        | 141                              | 141                              | 0                                |                           |
| 1626-1630        | 87                               | 87                               | 0                                |                           |
| 1631-1635        | 161                              | 161                              | 0                                |                           |
| 1636-1640        | 83                               | 83                               | 0                                |                           |
| 1641-1645        | 144                              | 144                              | 0                                |                           |
| 1646-1650        | 149                              | 149                              | 0                                |                           |
| 1651-1655        | 240                              | 240                              | 0                                |                           |
| 1656-1660        | 150                              | 150                              | 0                                |                           |
| 1661-1665        | 141                              | 141                              | 0                                |                           |
| 1666-1670        | 128                              | 128                              | 0                                |                           |
| 1671-1675        | 73                               | 73                               | 0                                |                           |
| 1676-1680        | 100                              | 100                              | 0                                |                           |
| 1681-1685        | 58                               | 58                               | 0                                |                           |
| 1686-1690        | 47                               | 47                               | 0                                |                           |
| 1691-1695        | 74                               | 74                               | 0                                |                           |
| 1696-1700        | 35                               | 35                               | 0                                |                           |
| 1701-1705        | 61                               | 61                               | 0                                |                           |
| 1706-1710        | 20                               | 20                               | 0                                |                           |
| 1711-1715        | 28                               | 28                               | 0                                |                           |
| 1716-1720        | 38                               | 38                               | 0                                |                           |
| 1721-1725        | 111                              | 111                              | 0                                |                           |
| 1726-1730        | 121                              | 121                              | 0                                |                           |
| 1731-1735        | 26                               | 26                               | 0                                |                           |
| 1736-1740        | 40                               | 40                               | 0                                |                           |
| 1741-1745        | 27                               | 27                               | 0                                |                           |
| 1746-1750        | 46                               | 46                               | 0                                |                           |
| 1751-1755        | 26                               | 26                               | 0                                |                           |
| 1756-1760        | 46                               | 46                               | 0                                |                           |
| 1761-1765        | 32                               | 32                               | 0                                |                           |
| 1766-1770        | 24                               | 24                               | 0                                |                           |
| 1771-1775        | 15                               | 15                               | 0                                |                           |
| 1776-1780        | 40                               | 40                               | 0                                |                           |
| 1781-1785        | 42                               | 42                               | 0                                |                           |
| 1786-1790        | 53                               | 53                               | 0                                |                           |
| 1791-1795        | 25                               | 25                               | 0                                |                           |
| 1796-1800        | 29                               | 29                               | 0                                |                           |
| 1801-1805        | 71                               | 71                               | 0                                |                           |
| 1806-1810        | 19                               | 19                               | 0                                |                           |
| 1811-1815        | 15                               | 15                               | 0                                |                           |
| 1816-1820        | 59                               | 59                               | 0                                |                           |
| XVIII i XIX wiek | 13                               | 13                               | 0                                | Dokumentacja niedatowana  |
| Suma             | 9449                             | 12600                            | 5383                             |                           |